# Olympische Sommerspiele 1996/Rhythmische Sportgymnastik – Gruppe
Der Gruppenwettkampf in der Rhythmischen Sportgymnastik bei den Olympischen Spielen 1996 in Atlanta fand vom 1. bis 2. August 1996 im University of Georgia Coliseum statt. 

## Ergebnisse

### Qualifikation
| Rang | Nation             | Athletinnen                                                                                                  | 5      | 5    | 3 + 2  | 3 + 2 | Gesamt | Anm. |
| Rang | Nation             | Athletinnen                                                                                                  | Punkte | Rang | Punkte | Rang  | Gesamt | Anm. |
| ---- | ------------------ | --- | ------ | ---- | ------ | ----- | ------ | ---- |
| 1    | Bulgarien          | Maja Tabakowa Iwelina Talewa Wjara Wataschka Ina Deltschewa Walentina Kewlijan Marija Kolewa                 | 19,466 | 3    | 19,550 | 1     | 39,016 | Q    |
| 2    | Spanien            | Marta Baldó Nuria Cabanillas Estela Giménez Lorena Guréndez Tania Lamarca Estíbaliz Martínez                 | 19,500 | 2    | 19,466 | 2     | 38,966 | Q    |
| 3    | Russland           | Jewgenija Botschkarjowa Irina Dsjuba Julija Iwanowa Angelina Juschkowa Jelena Kriwotschei Olga Schtyrenko    | 19,516 | 1    | 19,366 | 3     | 38,882 | Q    |
| 4    | Belarus            | Natallja Budsila Wolha Demskaja Aksana Schdanowitsch Swjatlana Lusanowa Halina Malaschanka Alessja Pochodina | 19,300 | 4    | 19,133 | 4     | 38,433 | Q    |
| 5    | Frankreich         | Charlotte Camboulives Caroline Chimot Sylvie Didone Audrey Grosclaude Frédérique Léhon Nadia Mimoun          | 19,200 | 6    | 19,033 | 5     | 38,233 | Q    |
| 6    | China              | Cai Yingying Huang Ting Huang Ying Zheng Ni Zhong Li                                                         | 19,133 | 7    | 18,999 | 6     | 38,132 | Q    |
| 7    | Italien            | Manuela Bocchini Valentina Marino Sara Papi Sara Pinciroli Valentina Rovetta Nicoletta Tinti                 | 19,283 | 5    | 18,733 | 8     | 38,016 |      |
| 8    | Deutschland        | Nicole Bittner Katrin Hoffmann Anne Jung Dörte Schiltz Luise Stablein Katharina Wildermuth                   | 19,050 | 8    | 18,832 | 7     | 37,882 |      |
| 9    | Vereinigte Staaten | Mandy James Aliane Mata-Baquerot Kate Nelson Brandi Siegel Challen Sievers Becky Turner                      | 18,400 | 9    | 18,233 | 9     | 36,633 |      |

### Finale
| Rang | Nation     | Athletin | 5      | 5    | 3 + 2  | 3 + 2 | Gesamt |
| Rang | Nation     | Athletin | Punkte | Rang | Punkte | Rang  | Gesamt |
| ---- | ---------- | --- | ------ | ---- | ------ | ----- | ------ |
| 1    | Spanien    | Marta Baldó Nuria Cabanillas Estela Giménez Lorena Guréndez Tania Lamarca Estíbaliz Martínez                 | 19,483 | 1    | 19,450 | =1    | 38,933 |
| 2    | Bulgarien  | Maja Tabakowa Iwelina Talewa Wjara Wataschka Ina Deltschewa Walentina Kewlijan Marija Kolewa                 | 19,416 | 3    | 19,450 | =1    | 38,866 |
| 3    | Russland   | Jewgenija Botschkarjowa Irina Dsjuba Julija Iwanowa Angelina Juschkowa Jelena Kriwotschei Olga Schtyrenko    | 19,466 | 2    | 18,899 | 4     | 38,365 |
| 4    | Frankreich | Charlotte Camboulives Caroline Chimot Sylvie Didone Audrey Grosclaude Frédérique Léhon Nadia Mimoun          | 19,149 | 6    | 19,050 | 3     | 38,199 |
| 5    | China      | Cai Yingying Huang Ting Huang Ying Zheng Ni Zhong Li                                                         | 19,199 | 5    | 18,800 | 5     | 37,999 |
| 6    | Belarus    | Natallja Budsila Wolha Demskaja Aksana Schdanowitsch Swjatlana Lusanowa Halina Malaschanka Alessja Pochodina | 19,266 | 4    | 18,716 | 6     | 37,982 |